# Samanyolu TV
Samanyolu TV è stata un'emittente televisiva turca del gruppo Samanyolu Yayın Grubu con sede a Mainstraße 53, 63065 Offenbach am Main, Germania (fino al 2015 nel distretto di Çamlıca a Scutari, Istanbul). Il canale era stato fondato il 22 ottobre 1993, sotto la direzione e la supervisione dell'imprenditore turco Hidayet Karaca.

## Storia
Samanyolu TV ha trasmesso per la prima volta le sue trasmissioni alle repubbliche turche dell'Asia centrale in seguito al lancio del satellite Türksat 1C il 25 settembre 1996. Il 17 giugno 1999 ha raggiunto i paesi europei e nordafricani con il satellite Eutelsat -2. L'11 gennaio 2000 ha iniziato a trasmettere con Hazar TV dai propri studi intorno al Mar Caspio e in Azerbaigian. Il 27 novembre 2000 le trasmissioni di Samanyolu TV raggiunsero il continente americano. Dal 1º maggio 2004, Samanyolu TV offriva trasmissioni digitali dal satellite Türksat 2A. Il 7 dicembre 2011 le trasmissioni televisive di Samanyolu hanno raggiunto l'Africa. Il 18 settembre 2014, le trasmissioni di Samanyolu TV sono state spostate sul satellite Türksat 4A e le trasmissioni di Samanyolu Avrupa TV sono state spostate sul satellite Türksat 3A.
Samanyolu Yayın Grubu ha un totale di 14 canali televisivi e 5 canali radiofonici. I canali televisivi erano: Mehtap TV e Irmak TV, trasmissioni su cultura e religione, Samanyolu Haber TV, trasmissioni su giornalismo e cultura, Ebru TV che trasmette in inglese, Yumurcak TV per bambini, Dünya TV che trasmette in curdo, Hira TV che trasmette in arabo, canale di shopping Tuna Shopping TV e trasmissione di contenuti generali MC TV, MC EU, Samanyolu Avrupa TV, Samanyolu Afrika, Samanyolu US e Samanyolu TV.
Il 12 agosto 2014 Samanyolu TV era passata al formato 16:9 e alla trasmissione HD il 18 settembre 2014.
Nel giugno 2015 Samanyolu Yayıncılık A.Ş. aveva annunciato che la chiusura di Samanyolu TV, insieme al suo canale di notizie Samanyolu Haber, avverrà nelle prime ore del 1º maggio 2016, a causa del tentativo di colpo di Stato turco del 2016 e dei presunti legami con il movimento Gülen. Le licenze di entrambi i canali vennero revocate completamente. Per questo motivo alcuni dipendenti della Samanyolu TV se ne erano andati, mentre le apparecchiature di trasmissione erano state trasferite nelle loro case.
Nel 2015 Samanyolu TV ha venduto i suoi edifici ad Ankara, poi ha lasciato gli studi di Çamlıca a Scutari e ha affittato uno studio in Germania, utilizzato fino al 2016.
Il 30 aprile 2016, la licenza di Samanyolu TV è stata revocata e il canale chiuso dal Radyo ve Televizyon Üst Kurulu (RTÜK) a causa di presunti legami con il movimento Gülen in seguito al tentativo di colpo di Stato. Il suo simulcast HD ha continuato a funzionare fino al 26 luglio 2016, momento in cui ha cessato completamente le trasmissioni.
Nel 2016, in seguito al tentativo di colpo di Stato, Samanyolu TV è stato definitivamente chiuso nell'ambito della legge sullo stato di emergenza emanata dopo il tentativo di colpo di stato militare turco del 2016. Tuttavia, il suo sito web, Samanyolu.tv, è ancora disponibile per le notizie.

## Altre versioni

### Samanyolu TV HD
Samanyolu TV HD era il canale ad alta definizione di Samanyolu TV che trasmetteva simultaneamente con quest'ultima rete. Ha iniziato le trasmissioni di prova nel settembre 2013 e in seguito aveva iniziato a trasmettere il 18 settembre 2014 a causa della piena capacità del satellite in quel momento. Dal 15 novembre 2015 al 1º maggio 2016, le trasmissioni HD di Samanyolu TV potevano essere viste solo sul sito www.kure.tv.

### Samanyolu Afrika
Samanyolu Afrika era un canale televisivo fondato il 7 dicembre 2011 e trasmetteva tramite il satellite Astra 4A.

### Samanyolu Amerika
Samanyolu Amerika era un canale televisivo fondato il 5 aprile 1998 con sede nel New Jersey, negli Stati Uniti d'America per trasmettere ai turchi che vivono in America. Inoltre, Ebru TV era la versione in lingua inglese di Samanyolu TV negli Stati Uniti e in Canada.

### Samanyolu Avrupa
Samanyolu Avrupa, inizialmente chiamato STV World, era un canale televisivo fondato nel 1999 per trasmettere ai turchi che vivono in Europa. Il 15 novembre 2015 la trasmissione di Türksat insieme a sedici canali televisivi e radiofonici era stata interrotta. Il 1º marzo 2017 la sua trasmissione sulle piattaforme via cavo in Europa era stata interrotta e si era conclusa con l'avvio del canale MC EU sulla frequenza satellitare Hot Bird.

## Loghi

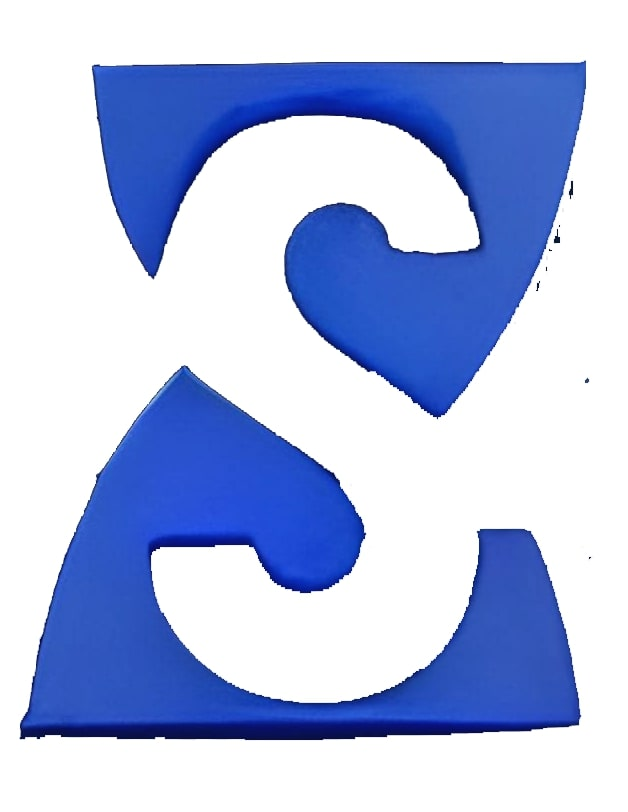
1993 - 1994
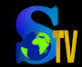
1994 - 1998
1999 - 15 settembre 2003